# Pribislav Kačić
Pribislav Kačić Omiški (?, – ?, oko 1245.), hvarski, vjerojatno i omiški knez, i jedan od vođa omiških gusara iz velikaške obitelji Kačića. Bio je sin omiškog kneza Malduča i brat bračkog kneza Osora iz roda Kačića.
Spominje se prvi put kao hvarski knez 1226. godine u darovnici hvarske općine kojom se samostanu sv. Silvestra na Biševu dodjeljuje posjed Dragomirovo blato. Godine 1238. sudjelovao je na sastanku s predstavnicima Dubrovčana u Stonu, zajedno s knezom Nikolom Hodimirovim, bratom Osorom, Jurjem, Vladimirovm i drugima. Tom prilikom su Nikola i Pribislav preuzeli odgovornost za pljačku dubrovačke lađe i ubojstvo plemića te su se obvezali da će platiti odštetu od imovine optuženih.
Godine 1240. Splićani napadaju otoke Brač i Hvar kojima vladaju Pribislav i njegov brat Osor, nakon što nisu bili uspjeli osvojiti utvrđeni Omiš, sjedište roda Kačića. Zauzeli su Brač u odsustvu kneza Osora i ostavili vojnu posadu od 50 ljudi na otoku. Po povratku, Osor zajedno s Pribislavom i ostalom rodbinom napada otok Brač te pustoši Šoltu, gdje su ga Splićani ranili i zarobili.
Godine 1245. sklopili su knez Nikola Hodimirov, knez Pribislav te Osor, Juraj, Radoš, sin Bogdana, Slomir i Prodan, sin Dragana mirovni ugovor s Dubrovčanima i obvezali se da će ukoliko ih kralj pošalje na Dubrovčane poći u rat s što manjim snagama. Tom prilikom se Pribislav spominje posljednji put.

## Vanjske poveznice
- Kačići – Hrvatski biografski leksikon
- Kačići – Hrvatska enciklopedija
- Kačići – Proleksis enciklopedija
- Kačići – Pomorska enciklopedija